# Howard Dean
Howard Brush Dean III (sinh ngày 17 tháng 11 năm 1948) là một chính trị gia người Mỹ đã từng là Thống đốc thứ 79 của Vermont 1991-2003 và Chủ tịch Ủy ban Quốc gia Dân chủ (DNC) từ năm 2005 đến năm 2009. Dean là một ứng cử viên đề cử của đảng Dân chủ trong cuộc bầu cử tổng thống Hoa Kỳ năm 2004. thực hiện chiến lược năm mươi tiểu bang là người đứng đầu DNC của ông được ghi nhận với những chiến thắng của đảng Dân chủ trong cuộc bầu cử quốc hội năm 2006 và 2008 và cuộc bầu cử tổng thống năm 2008. Sau đó, ông trở thành một nhà bình luận chính trị và tư vấn.
Ông là Phó Thống đốc Vermont 1987-1991, và là thành viên của Hạ viện Vermont từ năm 1983 đến năm 1986. Trong cuộc bầu cử năm 2004, Dean đã gây quỹ hàng đầu và Á và có khả năng giành thắng lợi, trước khi họp kín Iowa, cho vị trí ứng viên tổng thống của Đảng Dân chủ. Mặc dù chiến dịch tranh cử của ông đã không thành công, Dean đi tiên phong trong việc gây quỹ và cơ sở tổ chức dựa trên Internet, trong đó tập trung vào sức hấp dẫn đại chúng để các nhà tài trợ nhỏ mà là chi phí hiệu quả hơn so với xúc chạm đắt hơn ít các nhà tài trợ tiềm năng lớn hơn, và thúc đẩy dân chủ có sự tham gia tích cực giữa các vị tướng công cộng. Ông đã sử dụng những phương pháp này khi sáng lập Dân chủ cho nước Mỹ, một ủy ban hành động chính trị tiến bộ, trong năm 2004.
Trước khi bước vào lĩnh vực chính trị, Dean đã tốt nghiệp y khoa Đại học Y khoa Albert Einstein vào năm 1978. Dean được bầu vào Hạ viện Vermont là một dân biểu thuộc đảng Dân chủ vào năm 1982 và được bầu làm Phó Thống đốc trong năm 1986. Cả hai đều là các vị trí bán thời gian cho phép ông để tiếp tục hành nghề y. Năm 1991, Dean trở thành thống đốc bang Vermont khi Richard A. Snelling chết khi đương nhiệm. Dean sau đó đã được bầu vào năm nhiệm kỳ hai năm, phục vụ 1991-2003, khiến ông trở thành thống đốc thứ hai phục vụ lâu nhất trong lịch sử Vermont, sau khi Thomas Chittenden (1778-1789 và 1790-1791). Dean từng là chủ tịch của Hiệp hội Thống đốc Quốc gia 1994-1995; trong nhiệm kỳ của mình, Vermont đã được đền đáp nhiều nợ công của mình và có một ngân sách cân bằng 11 lần, giảm thuế thu nhập hai lần. Dean cũng đã giám sát việc mở rộng chương trình "Bác sĩ Dynasaur", đảm bảo chăm sóc sức khỏe phổ quát cho trẻ em và phụ nữ mang thai trong tiểu bang. Ông là một người ủng hộ trung thành ghi nhận về chăm sóc y tế toàn dân.